# Lijst van oorlogsmonumenten in Katwijk
De Nederlandse gemeente Katwijk heeft (12) oorlogsmonumenten. Hieronder een overzicht.
| Nr.                             | Object | Herdachte groep                                                                                              | Ontwerper                                              | Onthulling          | Type                 | Locatie                                              | Plaats                                | Coördinaten                   | Foto                             |
| ------------------------------- | --- | --- | ------------------------------------------------------ | ------------------- | -------------------- | ---------------------------------------------------- | ------------------------------------- | ----------------------------- | -------------------------------- |
| Dit oorlogsmonument op Wikidata | Vissersweduwe met zoon | burgerslachtoffers (vissers)                                                                                 | Louis van der Noordaa en Herman van der Kloot Meijburg | 19 september 1930   | beeld/sculptuur      | Boulevard, nabij Andreasplein en Witte kerk, 2225 HC | Katwijk aan Zee                       | 52° 12' 10" NB, 4° 23' 32" OL | Meer afbeeldingen                |
| 404                             | Oorlogsmonument | allen, militairen in dienst van het Ned. Kon. na 1945, (Nederlands Indië / Nieuw Guinea), burgerslachtoffers | Bernard Buurman (muur), Oswald Wenckebach (reliëf)     | 1948                | gedenkmuur           | Kerkstraat, 2231 CW                                  | Rijnsburg                             | 52° 11' 25" NB, 4° 26' 34" OL | Meer afbeeldingen                |
| 407                             | Bevrijdingsmonument | algemeen | Joop M. van Egmond                                     | 29 mei 1995         | beeld/sculptuur      | Johannes Poststraat, 2231 JG                         | Rijnsburg                             | 52° 11' 32" NB, 4° 26' 43" OL | Bevrijdingsmonument              |
| 2022                            | De Leeuw | allen, militairen in dienst van het Ned. Kon. 1940-1945, burgers voormalig Nederlands-Indië                  | Oswald Wenckebach                                      | 13 november 1948    | beeld/sculptuur      | W. de Zwijgerlaan, 2224 ER                           | Katwijk                               | 52° 11' 52" NB, 4° 24' 42" OL | Meer afbeeldingen                |
| 2027                            | Monument op de Joodse begraafplaats                                                                                               | vervolgden Nederland                                                                                         |                                                        | 1948                | overig               | Rijnstraat 151, 2223 EA                              | Katwijk (R)                           | 52° 11' 45" NB, 4° 25' 31" OL | Meer afbeeldingen                |
| 3604                            | Nederlandse oorlogsbegraafplaats                                                                                                  | militairen in dienst van het Ned. Kon. 1940-1945, burgerslachtoffers                                         | Henny Bal                                              | 1990                | begraafplaats/graf   | Castellumplein 1, 2235 CN                            | Valkenburg                            | 52° 10' 48" NB, 4° 25' 59" OL | Nederlandse oorlogsbegraafplaats |
| 3683                            | Verzetsmonument | verzet Nederland                                                                                             | Joop M. van Egmond                                     | 2011 (herplaatsing) | zuil                 | Burgemeester Koomansplein, 2231CW                    | Rijnsburg                             | 52° 11' 23" NB, 4° 26' 36" OL | Verzetsmonument                  |
| Dit oorlogsmonument op Wikidata | Monument Engelandvaarders Katwijk                                                                                                 | Engelandvaarders                                                                                             | Jurriaan van Hall                                      | 2017                | beeld                | Boulevard, 2225*                                     | Katwijk (Z)                           |                               | Meer afbeeldingen                |
| Dit oorlogsmonument op Wikidata | Oorlogsmonument Prins Hendrikkade, 27 september 1944 - 27 september 2017, muur met granaatscherf van Amerikaanse jachtvliegtuigen | burgerslachtoffers, door geallieerden                                                                        | onbekend, stuk muur met granaatscherf                  | 27 september 2017   | oorspronkelijke muur | Prins Hendrikkade bij nr. 157                        | Katwijk aan Zee                       | 52° 12' 18" NB, 4° 24' 13" OL | Meer afbeeldingen                |
|                                 | Struikelstenen | Vervolgden Nederland                                                                                         | onbekend                                               |                     | reliëf               | Zeeweg 133                                           | Katwijk aan den Rijn (Katwijk binnen) |                               | Meer afbeeldingen                |
|                                 | Struikelstenen | Vervolgden Nederland                                                                                         | onbekend                                               |                     | reliëf               | Duinoord 38                                          | Katwijk aan Zee                       |                               | Meer afbeeldingen                |
| Dit oorlogsmonument op Wikidata | Atlantikwallmonument | | Atlantikwall Katwijk + Gemeente Katwijk                |                     | diversen             | Zeereep                                              | Katwijk aan Zee (tegenover Vuurbaak)  |                               | Meer afbeeldingen                |

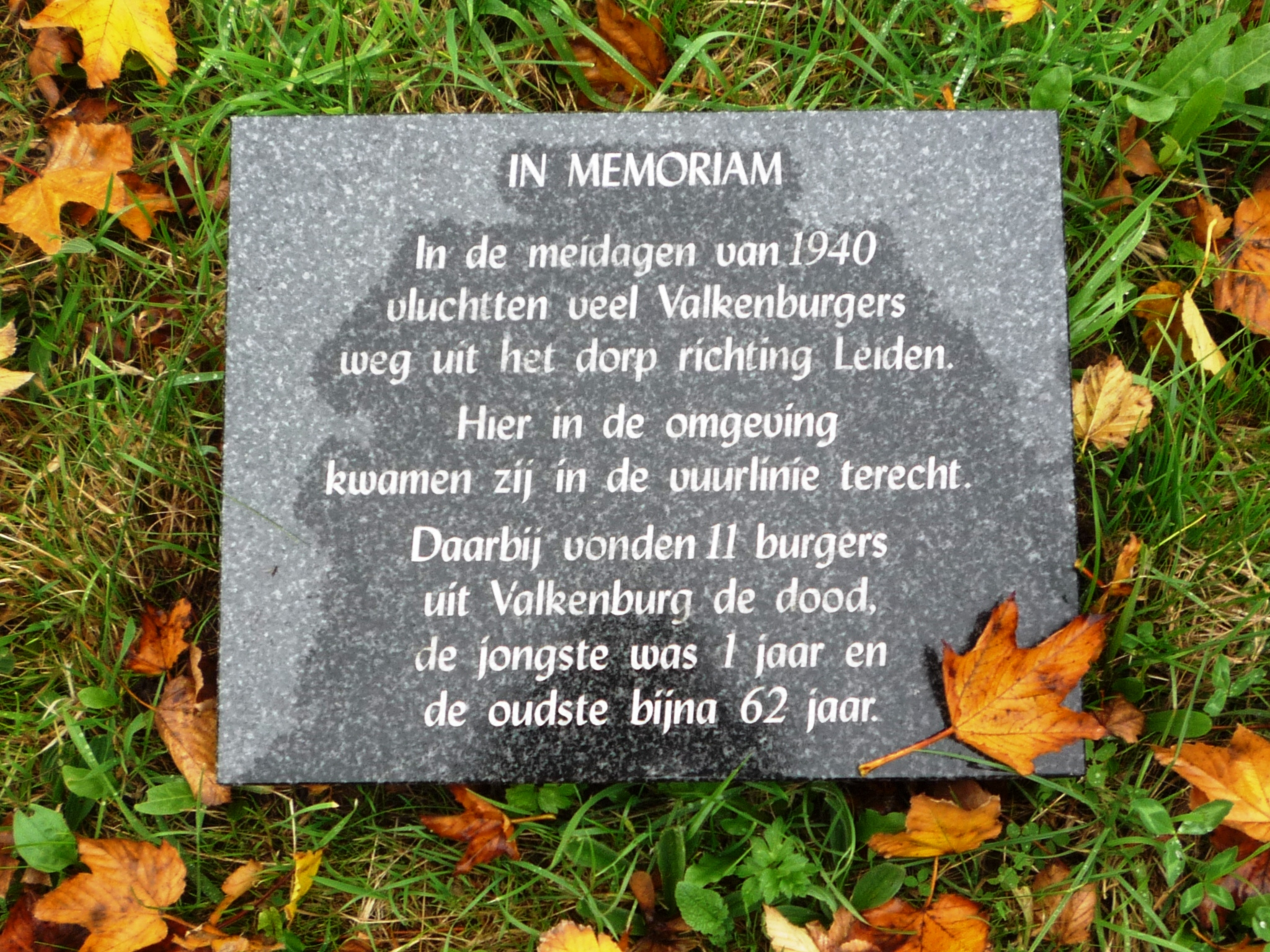
plaquette in Valkenburg
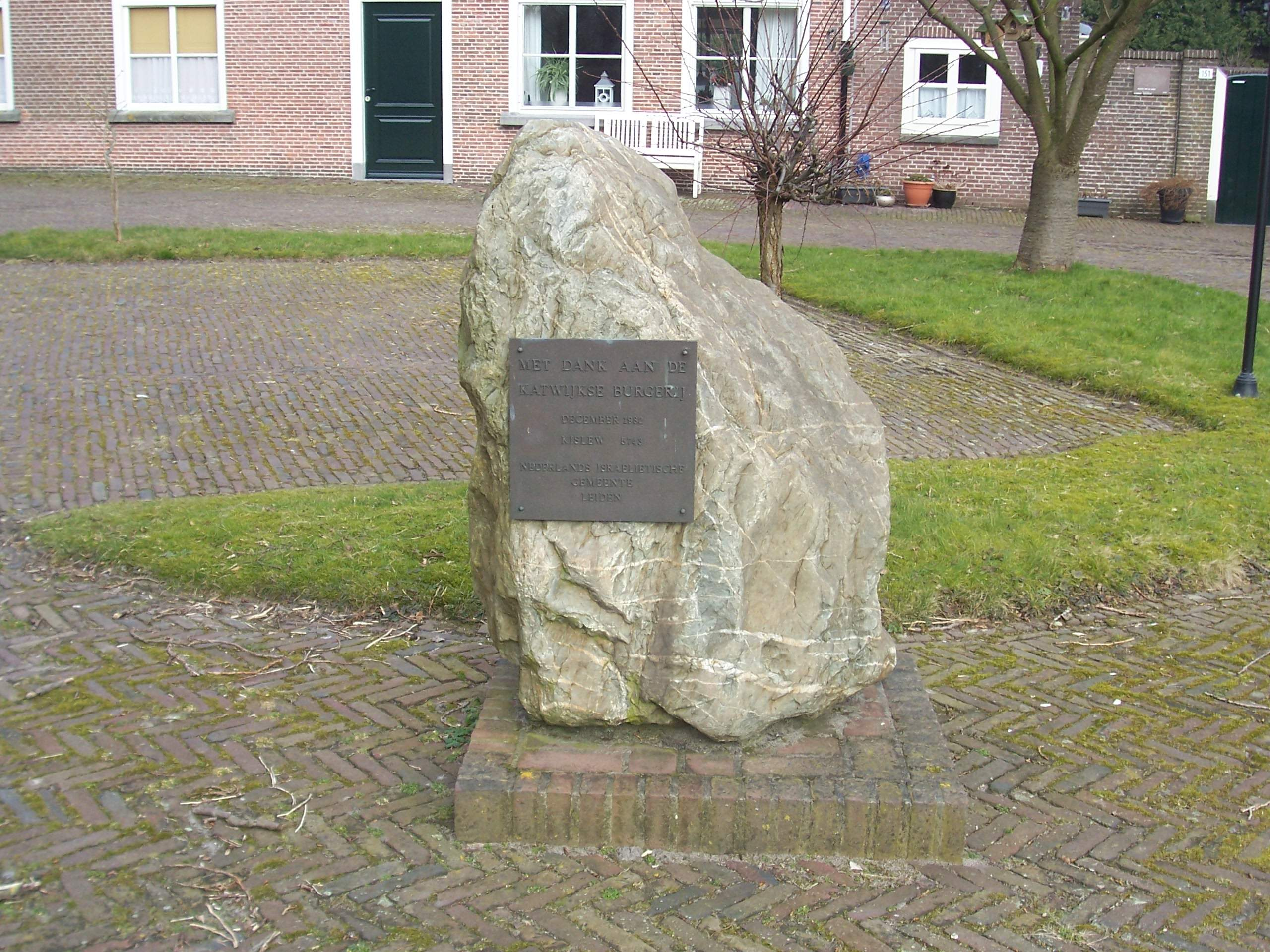
steen met plaquette op de joodse begraafplaats in Katwijk

Alblasserdam ·
Albrandswaard ·
Alphen aan den Rijn ·
Barendrecht ·
Bodegraven-Reeuwijk ·
Capelle aan den IJssel ·
Delft ·
Den Haag ·
Dordrecht ·
Goeree-Overflakkee ·
Gorinchem ·
Gouda ·
Hardinxveld-Giessendam ·
Hendrik-Ido-Ambacht ·
Hillegom ·
Hoeksche Waard ·
Kaag en Braassem ·
Katwijk ·
Krimpen aan den IJssel ·
Krimpenerwaard ·
Lansingerland ·
Leiden ·
Leiderdorp ·
Leidschendam-Voorburg ·
Lisse ·
Maassluis ·
Midden-Delfland ·
Molenlanden ·
Nieuwkoop ·
Nissewaard ·
Noordwijk ·
Oegstgeest ·
Papendrecht ·
Pijnacker-Nootdorp ·
Ridderkerk ·
Rijswijk ·
Rotterdam ·
Schiedam ·
Sliedrecht ·
Teylingen ·
Vlaardingen ·
Voorne aan Zee ·
Voorschoten ·
Waddinxveen ·
Wassenaar ·
Westland ·
Zoetermeer ·
Zoeterwoude ·
Zuidplas ·
Zwijndrecht